# 125 (getal)
125 is het natuurlijke getal volgend op 124 en voorafgaand aan 126.

## Wiskunde
125 is:
- De derde macht van 5.
- Kan op twee manieren geschreven worden als som van twee kwadraten: 125 = 102 + 52 = 112 + 22.

## Overig
125 is ook:
- Het jaar 125 v.Chr. of het jaar 125